# St. Vitus (Willmatshofen)

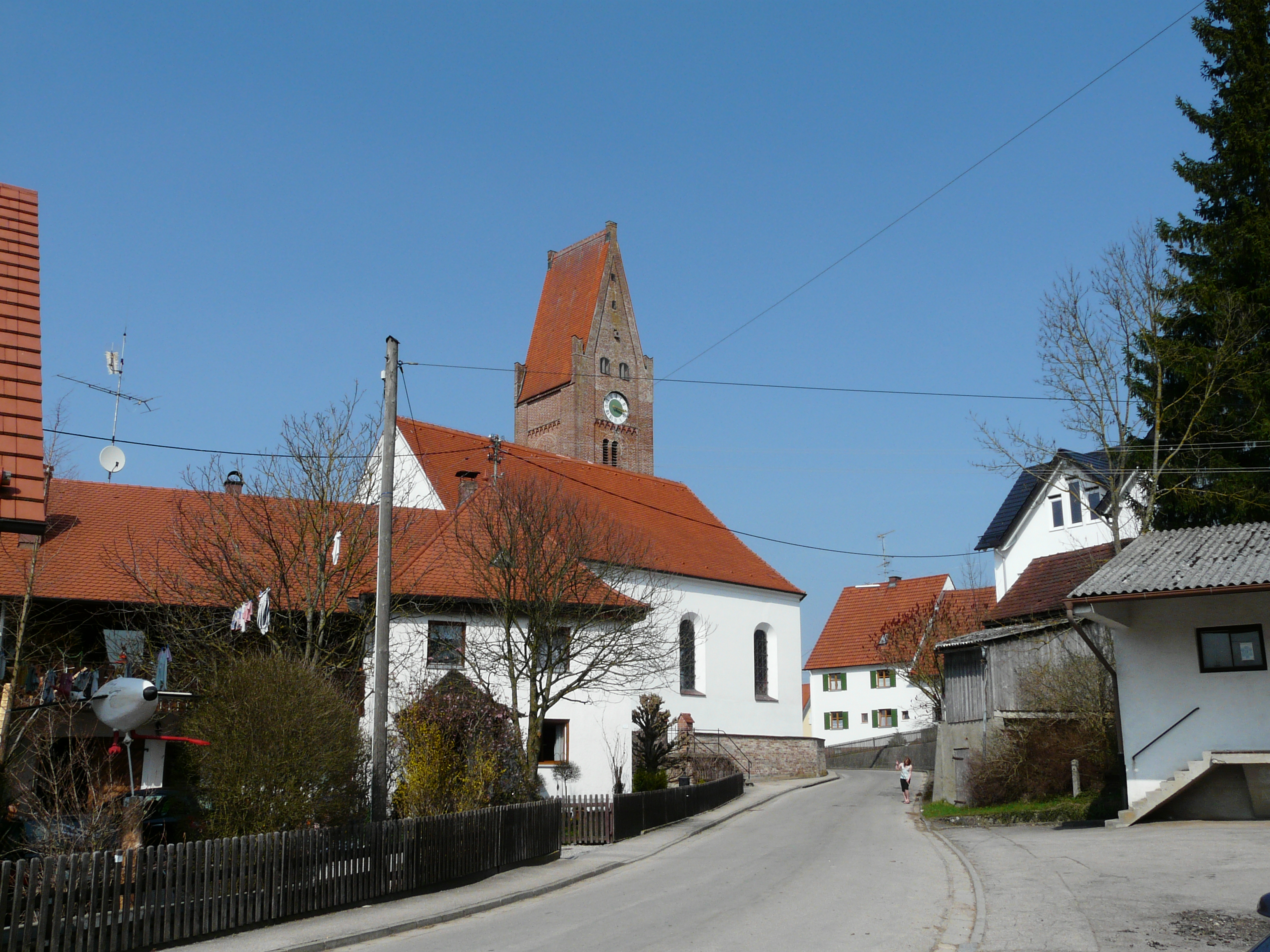
St. Vitus in Willmatshofen

Die römisch-katholische Pfarrkirche St. Vitus steht in Willmatshofen, einem Gemeindeteil des Marktes Fischach im schwäbischen Landkreis Augsburg von Bayern. Das Bauwerk ist in der Liste der Baudenkmäler in Fischach als Baudenkmal unter der Nr. D-7-72-130-14 eingetragen. Die Pfarrei gehört zum Dekanat Schwabmünchen des Bistums Augsburg.

## Beschreibung
Die Saalkirche wurde 1843 neu erbaut. Sie besteht aus einem Langhaus, einem dreiseitig geschlossenen Chor im Osten und einem Chorflankenturm aus unverputzten Backsteinen an der Nordwand des Chors, dessen untere Geschosse aus der zweiten Hälfte des 15. Jahrhunderts stammen. Er wurde mit einem Geschoss aufgestockt, das die Turmuhr und den Glockenstuhl mit drei Kirchenglocken beherbergt, und zwischen den Giebeln quer mit einem Satteldach bedeckt.
Der Innenraum des Langhauses ist mit einer Flachdecke überspannt. Das Fresko im Chor mit der Darstellung der Unserer Lieben Frau hat 1930 Jakob Huwyler II. eingefügt. Die Kirchenausstattung ist neuromanisch.